# 트롤리 (드라마)
《트롤리》는 2022년 12월 19일부터 2023년 2월 14일까지 방송된 SBS 월화 드라마이다.

## 기획 의도
과거를 숨긴 채 조용히 살던 국회의원 아내의 비밀이 세상에 밝혀지면서 부부가 마주하게 되는 딜레마와 선택에 대한 이야기를 그린 미스터리 딜레마 멜로

## 제작진

### 제작사
- 스튜디오 S

### 제작
- 한정환

### 극본
- 류보리 : SBS 특집 드라마 《17세의 조건》(집필), SBS 월화 드라마 《브람스를 좋아하세요?》(집필) 집필

### 연출
- 김문교 : SBS 월화 드라마 《사의 찬미》(조연출), SBS 금토 드라마 《스토브리그》(조연출), SBS 월화 드라마 《홍천기》(조연출) 연출

## 등장 인물
- (†) 표시는 드라마 상에서 최종적으로 사망한 인물이다.

### 주요 인물
- 김현주 : 김혜주 / 김재은 역 (아역 : 정이주) - 중도의 아내, 망가진 책을 고치는 책수선가. 재선 국회의원의 아내지만 지금껏 선거운동 기간을 포함해 외부에 노출된 적이 전혀 없다. 봉사활동을 하다 만난 중도와 사랑에 빠졌지만 평범한 삶을 원했던 혜주에게 그가 가진 정치에의 꿈은 너무 부담스러웠다. 하지만 혜주는 중도를 사랑했고, 결국 그를 선택했다. 부모를 모르고 자란 혜주에게 중도는 처음 생긴 가족인 동시에 자신이 선택한 가족이다. 8년 전, 중도가 국회의원 비례대표 공천을 받았다. 국회의원이라니. 언젠가는 일어날지도 모르는 일이라고 막연히 생각하곤 있었지만 막상 현실이 되자 혜주는 잠시 아득해졌다. 하지만 중도가 어떤 사람인지, 왜 정치를 하려 하는지를 아는 혜주는 중도의 의사를 존중해주었다. 단, 자신이 정치인 남중도의 아내로 절대 외부에 드러나지 않는다는 조건이었다. 비례대표로 시작한 중도는 지역구 선출직 재선까지 이뤄냈고 이제 3선이 걸린 총선을 앞두고 있다. 하지만 혜주의 조용한 삶을 지켜주겠다는 중도의 약속은 지금까지 유효하다. 그래서 처음 중도가 국회의원이 되었을 때 혜주가 가졌던 막연한 두려움도 이제는 어느 정도 희석되었다.

하지만 예상치 못한 사건으로 인해 혜주가 세상에 노출되며 그녀가 오래 전 묻어둔 비밀이 모든 것을 송두리째 흔들기 시작한다. 혜주는 생각한다. 대체 어디서부터 잘못된 것일까. 정치인을 꿈꾸던 남자와 결혼한 것부터일까. 아니면...당신을 사랑하지 말았어야 했던 걸까. 하지만 한 가지는 확실히 안다. 앞으로 어떤 일이 생기더라도 나는 이 선한 남자를 사랑한 것을 후회하지는 않을 것이다. 다만 지금 혜주는 모든 것이...낯설다. 사랑하는 남편조차도.
- 박희순 : 남중도 역 - 혜주의 남편, 재선 국회의원. 지역구는 서울 신양구(갑). 사법연수원 수료 후 자신이 나고 자란 동네에 작은 변호사 사무실을 열었다. 약자들을 변호하며 남몰래 기부와 봉사를 하던 중 혜주를 만났다. 하지만 조용한 삶을 원했던 혜주는 중도가 가진 정치에의 꿈에 큰 불안과 거부감을 보였다. 그래서 중도는 약속했다. 언젠가 내가 정치를 하게 되더라도 당신의 삶을 분리하고 보호하겠다고. 배우자가 대외활동을 하지 않는 것이 정치인을 꿈꾸는 자신에게 얼마나 큰 약점일지는 알고 있었지만 중도는 그만큼 혜주를 사랑했다. 세상을 더 좋은 곳으로 만들겠다는 뜻 하나로 8년 전 대한당의 비례대표 공천을 받아 처음 국회에 입성했고 그 다음 총선에서는 자신이 나고 자란, 서울에서 가장 경제적으로 낙후된 지역 중 하나인 서울 신양구에 출마해 당선되었다. 비례 출신들에게 그렇게 어렵다는 지역구 선출직 재선이었다. 그리고 지금, 3선이 걸려있는 다음 총선을 반 년 정도 앞두고 있다. 정치인이 되기 전에 그랬던 것처럼 여의도에서도 늘 약자들을 대변하려 한다. 그가 발의한 법안들은 종종 기득권층을 수호하는 국회의원들의 극렬한 반대에 부딪혔다. 하지만 중도의 지난 시간은 지역구를 넘어 전국적으로 그의 이름을 서서히 알려갔다. 거기에 몇 번의 국감과 청문회를 통해 그는 꽤 성공한 젊은 정치인이 되었다.

국회의원으로 지낸 지난 7년 반 동안 중도는 혜주와의 약속을 지키기 위해 최선을 다해왔다. 평소 지역구 표밭 다지기는커녕 선거운동 때조차도 모습을 드러내지 않은 혜주를 비난하는 화살들은 모두 자신이 맞았다. 사랑하는 아내와의 약속을 지키는 것이 중도에겐 무엇보다도 중요하다. 그러던 어느 날, 상상조차 해보지 못한 혜주의 비밀이 세상에 드러난다. 하지만 중도는 당황하지 않는다. 판은 뒤집으면 된다. 그리고 나는 반드시 그렇게 해낼 것이다. 다만, 여보. 사랑하는 혜주야. 나를... 의심하지만 말아줘.
- 김무열 : 장우재 역 - 중도의 수석 보좌관, 중도가 가장 신뢰하는 사람이지만 반대로 중도를 가장 신뢰하는 사람도 (혜주를 제외한다면) 우재일 것이다. 방송국 사회부 기자 초년생 시절 변호사 남중도를 알게 되었고, 자신은 세상을 바꿀 수 없어도 이 사람은 할 수 있을 거라 생각했다. 그래서 중도가 처음 비례대표로 당선되었을 때 방송국을 떠나 함께 여의도로 들어왔다. 지금은 수석 보좌관으로서 중도와 거의 모든 시간을 함께 하고 있다. 철두철미하고 상황판단이 빠르다. 중도가 가끔씩 ‘인간적’인 면모를 보일 때마다 그걸 잡아주는 것도 우재다. 하지만 그렇다고 까칠하거나 인간관계가 나쁜 것도 아니어서 모두와 두루두루 친하지만 동시에 아무와도 친하지 않다. 중도에게는 그의 정치 커리어를 전력으로 서포트해 줄 배우자가 필요하다고 생각한다. 이건 성(性)역할 이야기가 아니라 정치인의 배우자라는 특수한 상황의 이야기다. 그러니 혜주가 맘에 들 리가 없다. 평소에 지역구 표밭 관리는커녕 선거운동조차도 하지 않는 정치인의 배우자라니. 중도에게 다른 큰 불만은 없지만 이 점에 있어서 중도가 혜주를 설득하지 못한 것만큼은 불만이다.

하지만 어쩌겠는가. 내가 남중도를 선택한 건 최고의 선택이었고 앞으로도 최고의 선택이 될 것이다. 내가 반드시 그렇게 만들 것이다. 내가 겨우 여의도 강바람 쐬자고 이 사람에게 내 인생을 걸었겠는가? 그러니 대답해 주십시오, 의원님. 의원님이 꿈꾸시는 세상과 사모님, 둘 중 하나만 가질 수 있다면 어느 쪽을 선택하시겠습니까?
- 정수빈 : 김수빈 역 - 어린 시절 부모가 이혼하며 그룹홈에서 살았다, 고교 중퇴 후 그룹홈을 나와 여러 친구들과 살다가 예기치 못한 일을 겪게 된다.

### 혜주의 가족
- 서정연 : 현여진 역 - 중도와 어릴 적 한 동네에서 자란 이웃집 누나, 중도와 혜주의 부탁으로 중도의 어머니가 생전에 운영하던 작은 칼국수집을 인수해 사장이 되었다. 그 후 임신과 육아로 힘들어하던 혜주의 부탁으로 중도와 혜주의 집에 들어와 함께 살고 있다. 그렇게 혜주와 허물없는 친자매같은 사이가 된 지 오래다. 병이 있는 건 아니지만 몸이 많이 약하다. 그래서 칼국수집에서 손님이 가장 많은 점심 때까지만 일하고 퇴근한다.
- 최명빈 : 남윤서 역 - 혜주와 중도의 딸, 중학교 2학년. 학교 성적 최상위권의 우등생. 아빠가 국회의원이라서 좋은 점은 하나도 없고, 오히려 엄마의 빡빡한 단속으로 짜증 나는 일만 많다. 주변에 아빠가 국회의원이라고 말도 못 하고.
- 정택현 : 남지훈 역 (†) - 중도가 첫 결혼에서 얻은 아들, 생모는 지훈의 첫 돌도 전에 암으로 세상을 떠났다. 중도가 혜주와 결혼했을 때 유치원생이었던 지훈은 혜주를 처음부터 금방 엄마라 부르며 잘 따랐다. 하지만 사춘기 시절 시작된 지훈의 비행은 어느덧 걷잡을 수 없는 속도로 폭주하기 시작했다. 혼내고 어르고 울고 불며 빌던 혜주조차도 나중엔 거의 포기하기에 이르렀다. 결국 고교를 퇴학당한 지훈은 반복된 음주 관련 사고로 뉴스를 장식했다. 인터넷에 ‘남중도’를 치면 연관검색어로 ‘남중도 아들’이 바로 뜰 정도. 그러다 최근 지나가던 행인을 폭행, 결국 징역 4개월 형을 선고받고 얼마 전 출소했다. 그러나 바깥공기를 마신 지 보름 만에 지훈은 한강에서 시체로 발견된다.

사망 당시 혈중알코올농도는 급성 알코올중독 수준이었고, 그의 죽음은 과음으로 인한 실족사로 정리된다. 지훈의 갑작스런 죽음에 사람들은 쉬쉬하며 말한다. 앞길 막던 망나니 자식이 사라졌으니 이제 정치인 남중도의 앞날은 꽃길이라고.

### 중도의 보좌진
- 윤사봉 : 김빛나 역 - 여의도 의원실 5급 비서관

사회적 약자와 소수자 정책에 관심이 많아 국회 임기 때마다 본인의 소신과 의원의 정책을 따라 방을 옮겨 다니는, 다시 말해 계속 스카웃되어 다니는 능력자다. 중도의 의원실에는 이번 임기에 합류했다. 중도의 보좌진 중 유일한 기혼.
- 정순원 : 고민석 역 - 여의도 의원실 5급 비서관

NGO에서 일하다가 6급 비서로 처음 여의도 생활을 시작했다. 그러다 사직 후 NGO에서 다시 일하며 당원 활동을 꾸준히 하다가 중도에게 스카웃, 지난 총선 캠프를 같이 뛰고 중도의 당선과 함께 다시 여의도로 복귀했다.
- 최수임 : 최자영 역 - 여의도 의원실 6급 비서

행정대학원에서 만난 선배들 소개로 7년 반 전 중도의 9급 행정비서에 지원해 첫 여의도 생활을 시작, 이번 임기에 6급 비서로 승진했다. 야무지고 꼼꼼하다.
- 이재구 : 박두섭 역 - 여의도 의원실 7급 수행 운전 비서

중도 이전에도 계속 국회에서 여러 의원들을 수행으로 모셨다. 이전에 모셨던 권위적인 의원들과는 다른 중도와 살갑게 이런저런 대화를 주고받기도 한다. 
- 이창원 : 이강호 역 - 여의도 의원실 여의도 의원실의 막내

국회에서 몇 안 되는 남성 행정비서(행비). 기본적인 비서 업무에 더해 사무실 관리, 유지와 중도의 일정 관리, 영수증 처리를 전담하고 있다. 온갖 이야기가 떠도는 행비들의 메신저 단톡방에서 가끔 쓸만한 정보를 물어온다.
- 이양희 : 유운규 역 - 지역사무소

서울 신양구 지청동에 있는 중도의 지역사무소에 상근하는 지역보좌관, 신양구 토박이자 마당발. 혜주 대신 평소 지역구 표밭을 다지고 있는 장본인이기에 대외활동을 하지 않는 혜주에 대한 불만이 크다.
- 주승민 : 이성훈 역 - 지역사무소

지역사무소에 상근하는 비서, 중도의 지난 총선 캠프에 자원봉사자로 합류했고, 당선 후 지역사무소 8급 비서에 채용되었다. 
- 신채영 : 조연우 역 - 지역사무소

1년 반 전에 채용된 인턴 비서, 첫 1년은 여의도에서 근무했고 지금은 지역사무소에서 근무하는 중. 어리고 경력도 짧아 아직도 새롭고 신기한 것이 많다.

### 영산 사람들
- 류현경 : 진승희 역 - 혜주의 고교 동창, 기영의 아내. 3년 전 혼자 캐나다 어학연수를 떠났다가 최근 귀국하는데, 오랫동안 소식이 끊겼던 혜주의 근황을 우연히 알게 된다.
- 기태영 : 최기영 역 - 승희의 남편, 승희, 혜주와 영산에서 같은 고등학교를 나왔다. 대학 진학 후 부모와 호주로 이민을 갔다가 몇 년 전 잠시 귀국, 우연히 승희를 만나 결혼했다. 현재 영산에서 골프레슨장을 운영 중.
- 길해연 : 이유신 역 - 승희의 모친, 5선 국회의원 강순홍의 처제. ‘유신의 땅을 밟지 않고는 영산을 돌아다닐 수가 없을 정도’인 충북 영산의 유지. 대대로 물려받은 부동산이 이미 많은데도 땅에 집착한다.

### 국회 사람들
- 김미경 : 우진석 역 - 대한당 당대표, 판사 출신. 8년 전 변호사 남중도를 발탁해 비례대표로 공천한 장본인. 지난 총선 때 중도가 지역구 공천을 받는데도 큰 영향력을 발휘했다. 대한당의 총선 후보자들 가운데 중도의 선거 유세 현장에 가장 자주 모습을 드러냈을 정도로 중도를 아낀다...고 다들 생각한다. 어느 정도는 맞는 말일 것이다. 적어도 지금까지는.
- 장광 : 강순홍 역 - 5선 째인 보국보민당 최고의원. 충북 영산의 유지인 처가의 지원으로 정계에 진출했기에 그동안 처가에 많은 것을 퍼주었다. 국회 국토위에서 입수한 영산의 토지 개발 계획을 처제에게 흘려줬는데, 이에 대해 중도가 토지 투기 의혹을 제기하자 심기가 불편해진다. 하지만 내가 괜히 5선이겠는가?

### 그 외 인물
- 원미원 : 조귀순 역 - 혜주의 동네에 있는 기름 짜는 가게 주인, 높으신 의원님이 찾아왔던 날, 귀순은 칠십 평생 살아온 것과 전혀 다른 삶을 살기로 결심한다.
- 강지우 : 권다솜 역 - 윤서의 제일 친한 친구, 윤서와는 시시콜콜한 것까지 서로의 모든 것을 공유하는 사이였는데 그만, 윤서에게도 쉽게 말할 수 없는 비밀이 생기고 만다.
- 박정언 : 혜주의 고등학교 시절 담임 선생님 역
- 오유진
- 미상 : 지승규 역 - 디지털 성폭력 피해 사건 가해자 역
- 미상 : 조귀순의 손녀 역
- 미상 : 남궁솔 역
- 미상 : 경찰 역
- 미상 : 경찰서장 역
- 미상 : 여대생 가족 역
- 이민재 : 진승호 역 (†) - 승희의 쌍둥이 남동생
- 미상 : 지승규의 어머니 역
- 미상 : 지역 상가 번영 회장 역
- 미상 : 경찰서장 역

### 특별 출연
- 백지원 : 책 수선 손님 역

## 시청률
아래의 파란색 숫자는 '최저 시청률'이고, 빨간색 숫자는 '최고 시청률'입니다. 시청률조사회사와 지역별로 시청률에 차이가 있을 수 있습니다.
| 2022년 | 2022년    | 2022년         | 2022년       |
| 회차   | 방송일    | AGB 시청률     | AGB 시청률   |
| 회차   | 방송일    | 대한민국(전국) | 서울(수도권) |
| ------ | --------- | -------------- | ------------ |
| 제1회  | 12월 19일 | 4.6%           | 4.7%         |
| 제2회  | 12월 20일 | 4.5%           | 5.1%         |
| 제3회  | 12월 26일 | 3.8%           | 4.0%         |
| 제4회  | 12월 27일 | 3.6%           | 3.9%         |
| 2023년 |           |                |              |
| 제5회  | 1월 2일   | 3.9%           | 4.7%         |
| 제6회  | 1월 3일   | 3.5%           | 4.2%         |
| 제7회  | 1월 9일   | 4.2%           | 4.9%         |
| 제8회  | 1월 10일  | 3.7%           | 4.0%         |
| 제9회  | 1월 16일  | 4.4%           | 4.9%         |
| 제10회 | 1월 17일  | 3.3%           | 3.3%         |
| 제11회 | 1월 30일  | 3.3%           | 3.7%         |
| 제12회 | 1월 31일  | 3.5%           | 3.9%         |
| 제13회 | 2월 6일   | 3.6%           | 4.3%         |
| 제14회 | 2월 7일   | 3.6%           | 3.9%         |
| 제15회 | 2월 13일  | 4.2%           | 4.7%         |
| 제16회 | 2월 14일  | 4.2%           | 4.7%         |

## 수상 목록
- 2023년 SBS 연기대상 여자 신인 연기상 (정수빈)
- 2023년 SBS 연기대상 미니시리즈 멜로&로코 부문 여자 조연상 (서정연)
- 2023년 SBS 연기대상 미니시리즈 멜로&로코 부문 남자 조연상 (정순원)

## 결방 사유
- 2023년 1월 23일 : 2023 설날특선영화 《육사오(6/45)》 편성으로 인한 결방.
- 2023년 1월 24일 : 2023 설날특선영화 《범죄도시 2》 편성으로 인한 결방.

## 참고 사항
- 정수빈은 원래 김수빈 역을 맡기로 한 김새론이 음주운전 사고로 경찰 수사가 진행되자마자 하차하면서 합류하게 되었다.